# 帕特·比爾德
帕特里克·韋恩·「帕特」·比爾德（英語：Patrick Wayne "Pat" Beard；1947年9月9日—2017年2月7日），是美國的民主黨政治人物，前明尼苏达州众议院議員。

## 生平
比爾德於明尼苏达州圣保罗出生，長大後曾在美國海軍工兵隊服役，於1968年至1969年參與越战，後來在明尼苏达大学取得政治學士學位，也當過北星鋼鐵的鋼鐵工人。
1983年起，他以民主黨黨籍當選為明尼苏达州众议院第五十六B選區代表議員，到1993年轉戰第五十七B選區任職至1995年；2017年2月7日因在越战接觸橙劑引起的併發症於明尼阿波利斯的費爾優大學醫院（Fairview University Hospital）逝世。